# Per-Otto Hainer
Per-Otto Hainer, född 8 november 1905 i Göteborg, död 12 januari 1995, var en svensk jurist som var lagman i Västerviks tingsrätt till 1972.
Hainer blev juris kandidat vid Stockholms högskola 1930 och genomförde sin tingstjänstgöring 1930–1933 innan han blev fiskal i Göta hovrätt 1934. Han blev hovrättsråd 1946 och tjänstgjorde vid olika myndigheter 1934–1950. Han var häradshövding i Tjusts domsaga/Västerviks domsaga 1953–1970 och lagman i Västerviks tingsrätt 1971–1972.
Hainer var son till läroverksadjunkt Otto Hainer och hans maka Anna, född Fagerholm. Han var från 1935 gift med Saga, född Eliasson 1908.